# Platycerus cribripennis
Platycerus cribripennis là một loài bọ cánh cứng trong họ Lucanidae. Loài này được Van Dyke mô tả khoa học năm 1928.